# Astragalus pinonis
Astragalus pinonis är en ärtväxtart som beskrevs av Marcus Eugene Jones. Astragalus pinonis ingår i släktet vedlar, och familjen ärtväxter. Inga underarter finns listade i Catalogue of Life.